# Maddox DJ Team
Maddox DJ Team ist ein Trio von DJs und Musikproduzenten aus Wien, Österreich. Es war in den Jahren 2003 und 2004 sehr beliebt.

## Karriere
Der Gründer von Maddox DJ Team ist DJ Danny. Dazu gehörten DJ O’Neil und DJ Norris. Ihre erste Single Energy (2003) belegte Platz 17 in den österreichischen Charts, ein Videoclip wurde auf ihn aufgenommen und das Getränk Maddox Energy Drink wurde erstellt. 2004 erschien ihre zweite Single Rock This Place, produziert von Florian und Konrad Schreyvogl (besser bekannt als Global Deejays). Im selben Jahr 2004 wurde der Remix von Klubbhoppers zu diesem Song in die damals beliebte Musikreihe Durst nach Geschwindigkeit. Disco Casanova aufgenommen.

## Diskografie
- 2003: Energy
- 2004: Rock This Place

## Videoclips
- Videoclip zum Song „Energy“ auf YouTube